# Arquites de Mitilene
Arquites de Mitilene (Arkhytas Ἀρχύτας, Archytas) fou un músic grec de Mitilene a l'illa de Lesbos. Una obra que probablement fou seva, anomenada Περὶ Αὐλῶν, és atribuïda per Diògenes Laerci i Ateneu de Naucratis a Arquites de Tàrent.